# Place Diana
Place Diana – plac położony na granicy 16. dzielnicy Paryża, w pobliżu Chaillot i Champs-Elysées. Łączą się z nim ulice: Place de l'Alma, Pont de l'Alma i Quai de New York.

## Pochodzenie nazwy
Nazwa placu upamiętnia Dianę, księżną Walii.

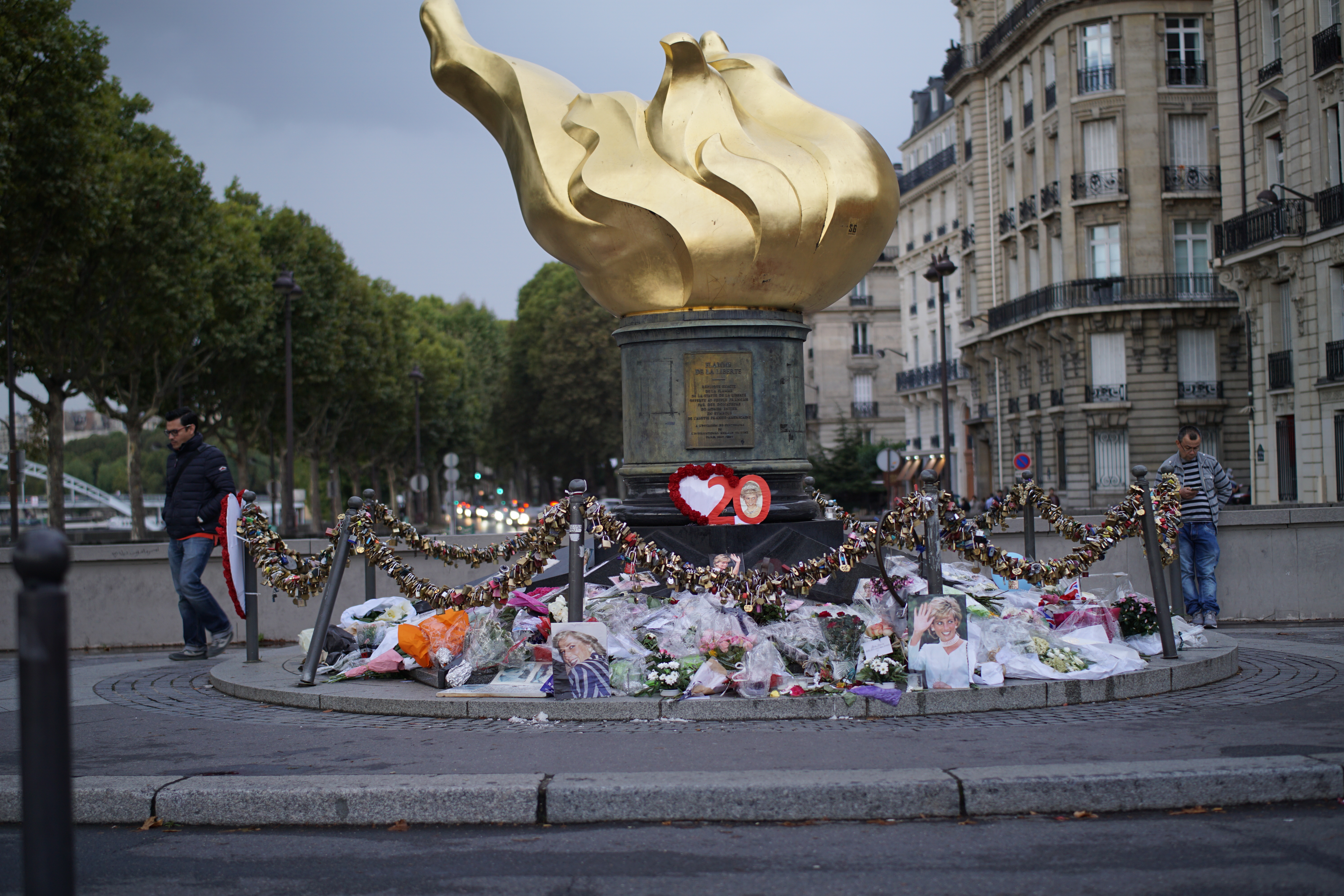
Płomień Wolności, place Diana
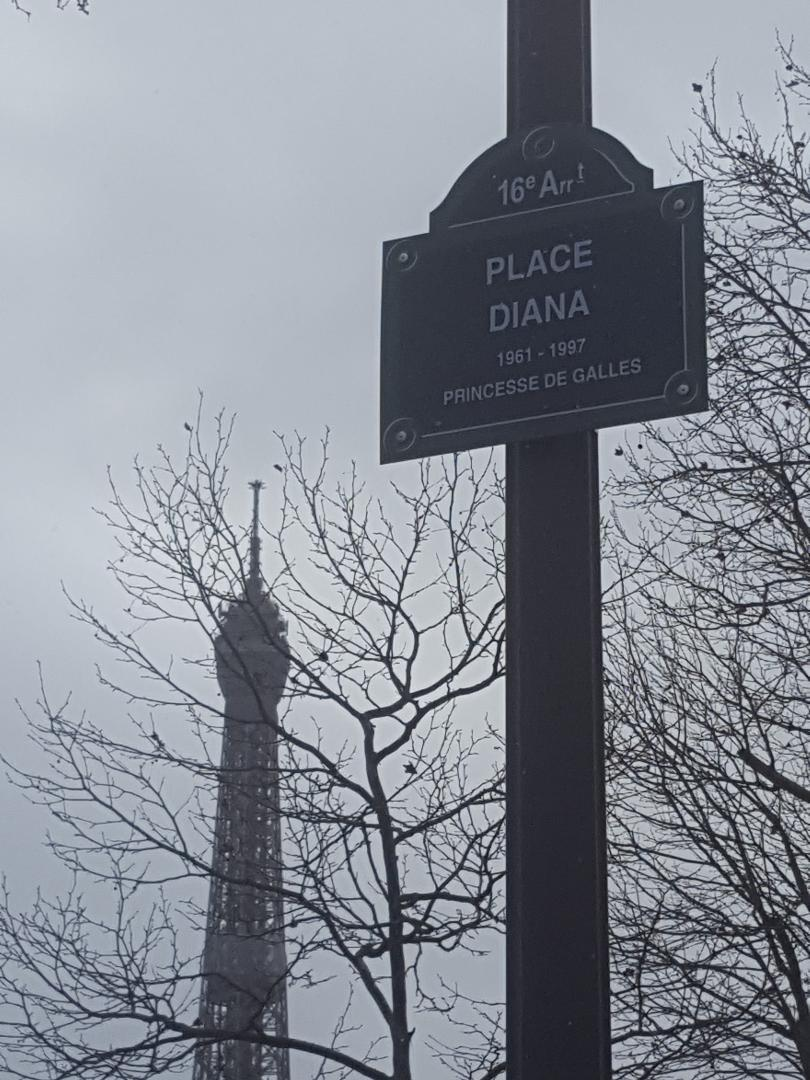
Place Diana
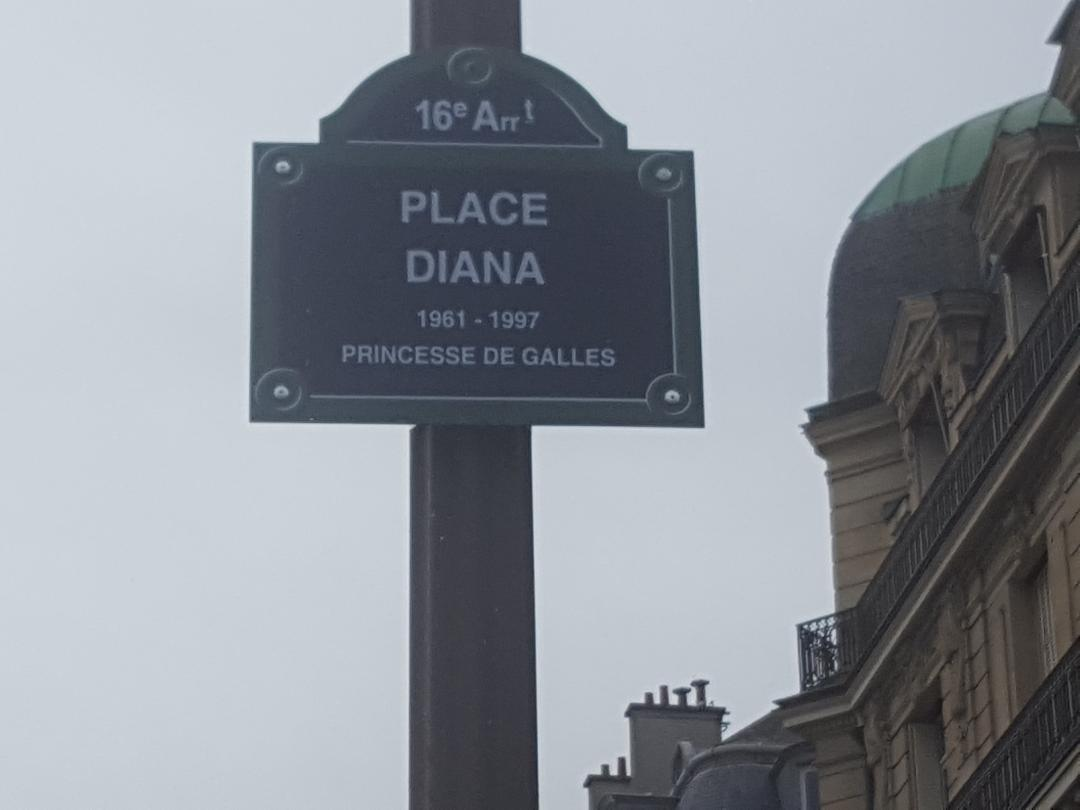
Place Diana
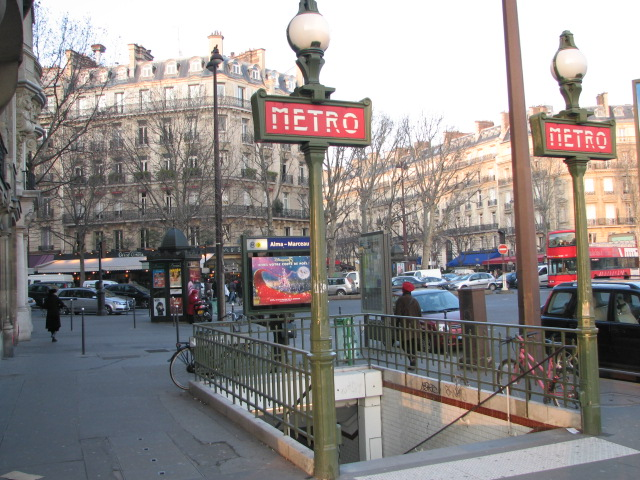
Alma - Marceau
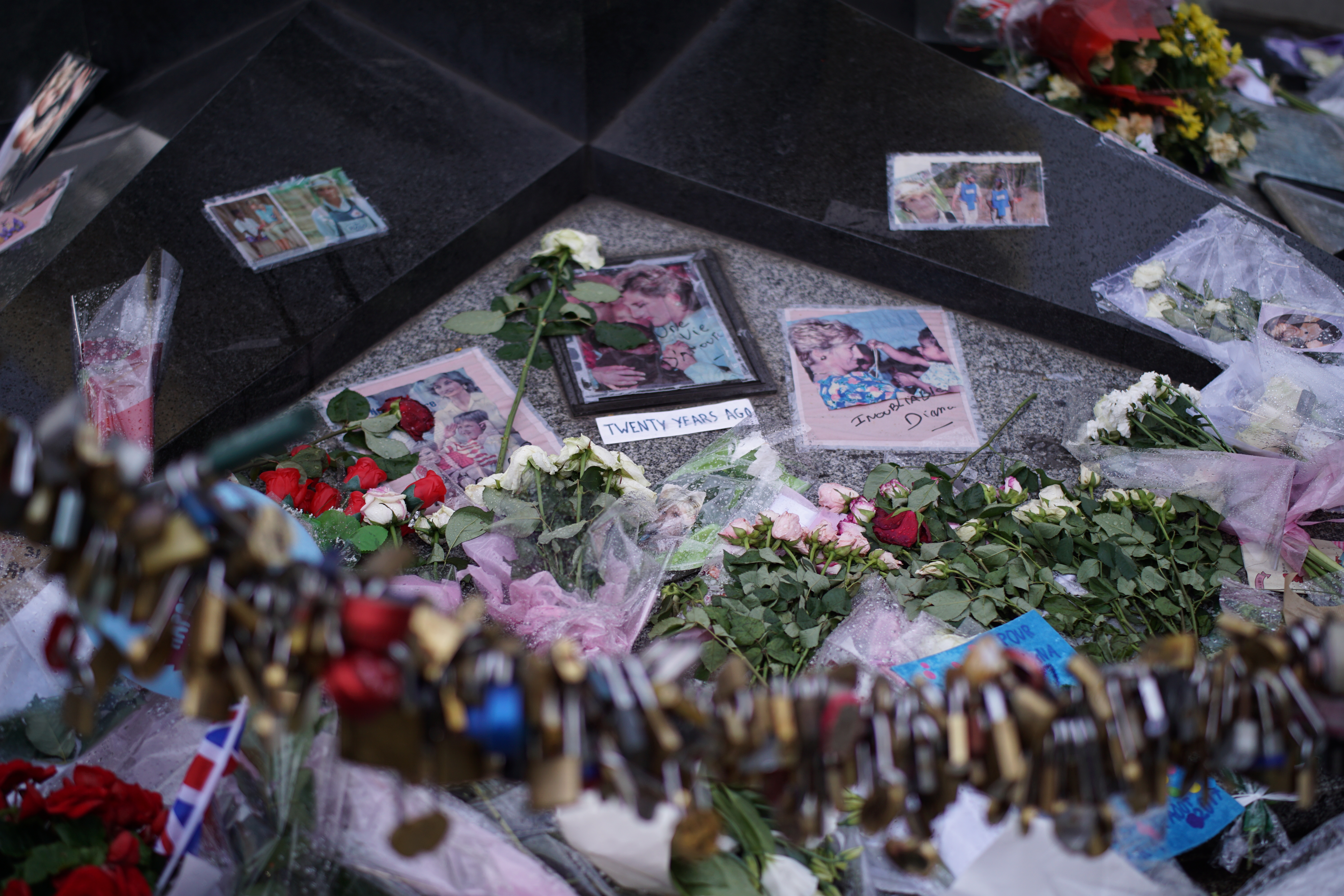
Płomień Wolności
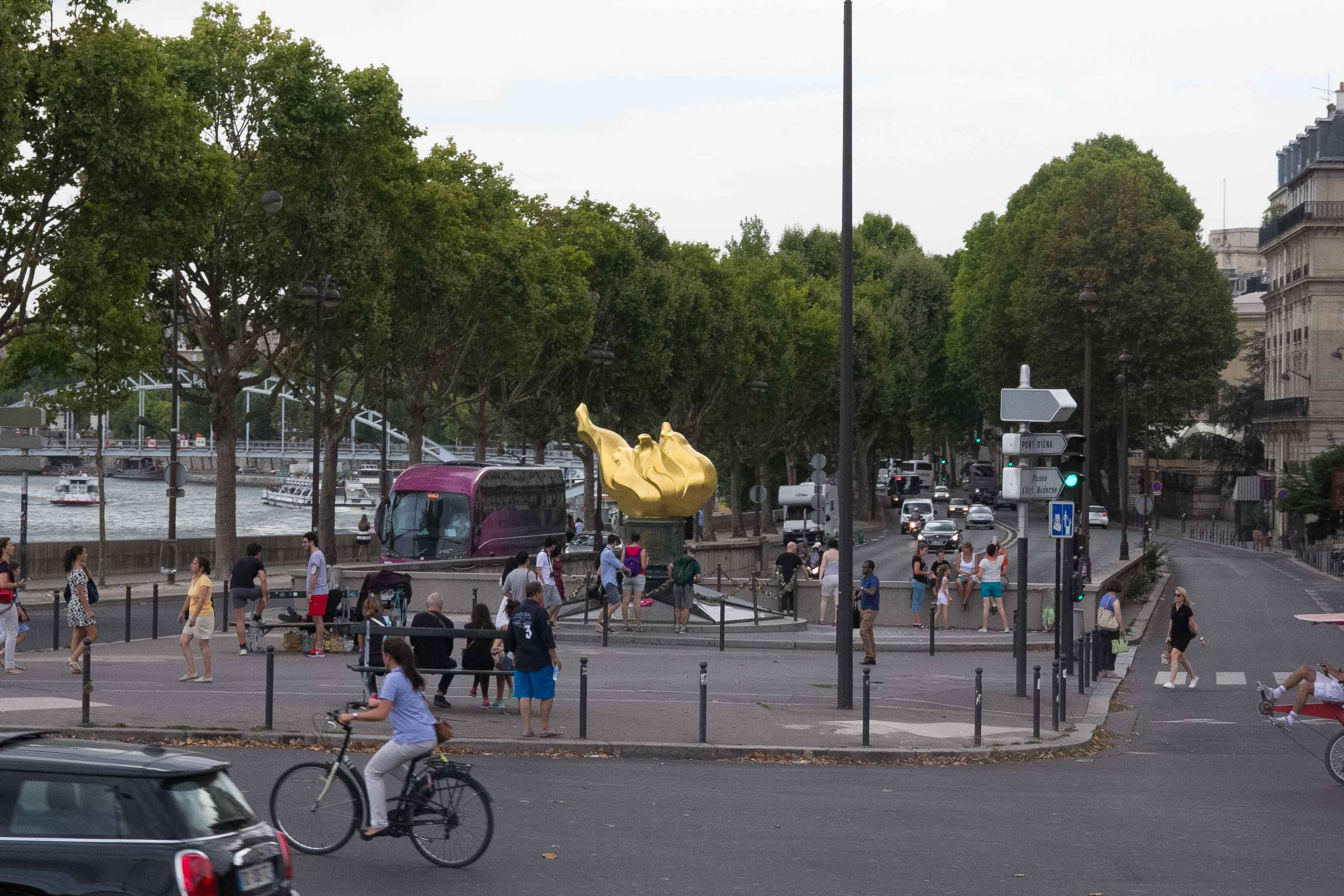
Place Diana